# Във вашия дом 9: Международен инцидент
Във вашия дом 9: Международен инцидент (на английски: In Your House 9: International Incident) е деветото pay-per-view събитие от поредицата Във вашия дом, продуцирано от Световната федерация по кеч (WWF). Събитието първоначално се провежда на 21 юли 1996 г. във Ванкувър, Британска Колумбия, Канада.

## Обща информация
Основното събитие на шоуто е отборен мач с шест души между триото, посочено като Народната хайка (Световният шампион в тежка категория на WWF Шон Майкълс, Психаря Сид и Интерконтиненталния шампион на WWF Ахмед Джонсън) срещу Лагер Корнет (Вейдър, Оуен Харт и Британския Булдог). С пускането на WWE Network през 2014 г. това шоу става достъпно при поискване.

## Резултати
| №                                         | Резултати | Правила                                                | Време |
| ----------------------------------------- | --- | ------------------------------------------------------ | ----- |
| 1                                         | Джъстин Брадшоу (с Чичо Зебекия) побеждава Савио Вега                                                                                                 | Индивидуален мач                                       | 04:44 |
| 2                                         | The Bodydonnas (Скип и Зип) поб. Димящите дула (Барт Гън и Били Гън) (със Съни)                                                                       | Отборен мач с Харви Уипълман като специален гост съдия | 13:05 |
| 3                                         | Менкайнд поб. Хенри O. Годуин (с Хилбили Джим) чрез предаване                                                                                         | Индивидуален мач                                       | 06:54 |
| 4                                         | Ледения Стив Остин поб. Марк Меро (със Сейбъл) | Индивидуален мач                                       | 10:48 |
| 5                                         | Гробаря (с Пол Беърър) поб. Златен прах (ш) (с Марлена) чрез дисквалификация                                                                          | Индивидуален мач                                       | 12:07 |
| 6                                         | Лагер Корнет (Вейдър, Оуен Харт и Британския Булдог) (с Джим Корнет) поб. Народната хайка (Шон Майкълс, Психаря Сид и Ахмед Джонсън) (с Жозе Лотарио) | Шесторен отборен мач                                   | 24:32 |
| - (ш) – указва шампиона/шампионите в мача | |                                                        |       |